# Pedro Lira
Pedro Lira   (Santiago de Xile, 17 de maig de 1845 - Santiago de Xile, 20 d'abril de 1912) Pedro Francisco Lira Rencoret, va ser un pintor xilè. Va ser un promotor de l'art al seu país, va organitzar algunes de les primeres exposicions d'art a Xile, donant origen a múltiples organitzacions i convencions d'art especialitzat. segle xix i, a causa d'això i altres elements d'importància, és que el pintor és citat per Antonio Romera com un dels quatre «grans mestres de la pintura xilena ». Extens promotor de l'art a Xile i considerat com un dels principals artistes del segle xix al país, va ser un dels fundadors del Museu Nacional de Belles Arts.

## Biografia
Criat en una família acomodada, Pedro Lira estudià durant la seua infància i adolescència en l'Institut Nacional de Xile, abans d'entrar en l'Acadèmia de Pintura dirigida per Alejandro Ciccarelli, en 1862. Allí fou instruït per Antonio Smith mentre cursava paral·lelament la carrera de Dret en la Universitat de Xile, on es titularia en 1867.
La seua afició per la pintura, no obstant això, el faria abandonar la seua professió i dedicar-se completament a l'art. Després d'obtenir la tercera medalla en un concurs realitzat amb motiu de la inauguració del Mercat Central de Santiago en 1872, Lira decidí emigrar a Europa per a aprofundir els seus coneixements. Entre 1873 i 1884, Pedro Lira visqué a París fins que tornà a Santiago, on fundà juntament amb l'escultor José Miguel Blanco la "Unió Artística", organització dedicada a la promoció d'obres artístiques, que participaria activament en la creació del Museu de Belles Arts.
Pedro Lira esdevingué ràpidament una autoritat de l'art a Xile, on participà en diverses activitats de reflexió i crítica a través de diaris i revistes. En 1889, Lira assolí renom mundial quan el seu llenç monumental «La fundació de Santiago» guanyà la segona medalla en l'Exposició Universal, realitzada a París. En 1892 va ser nomenat com a director de l'Escola de Belles Arts, càrrec que va ocupar durant vint anys fins que morí el 1912.

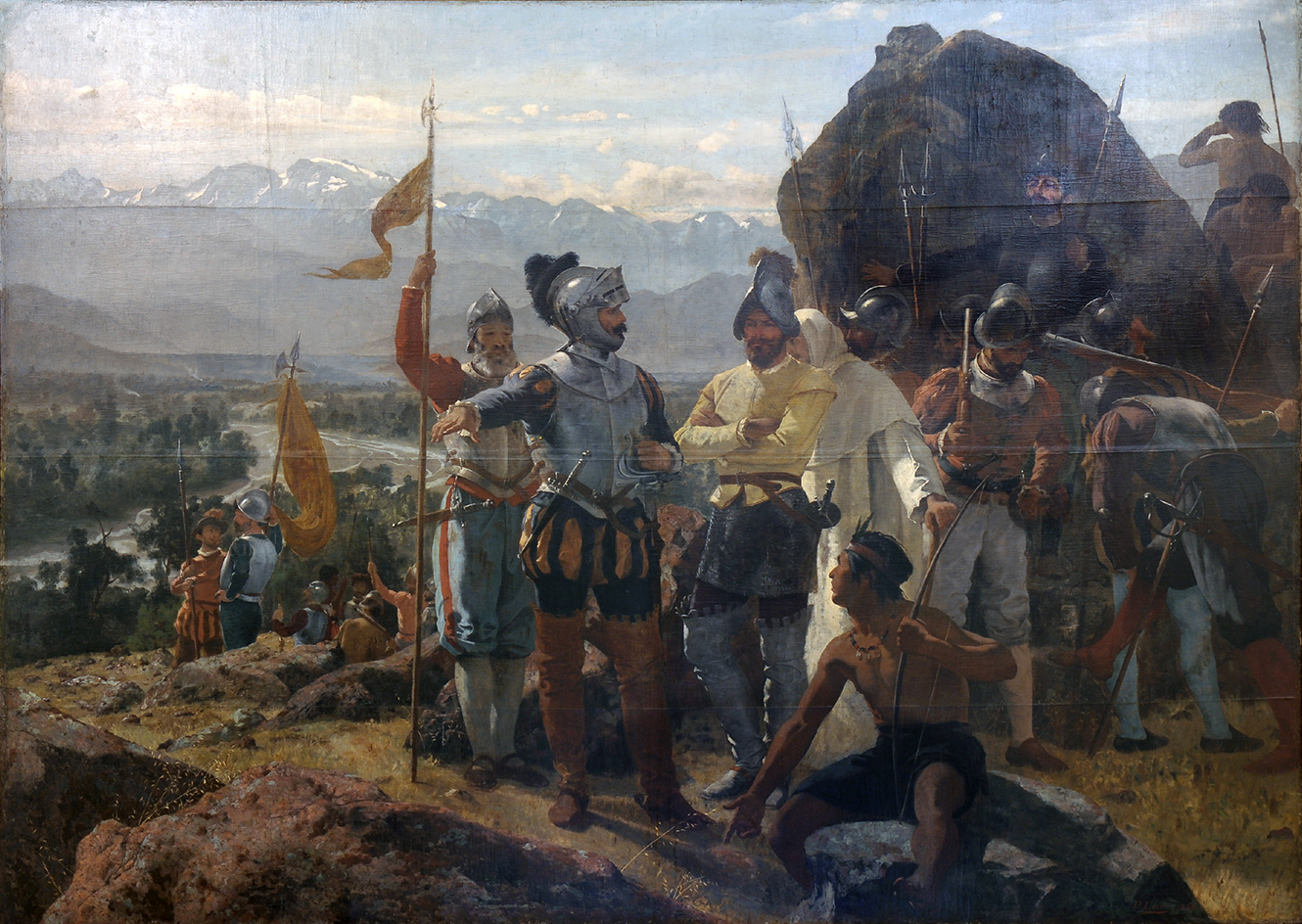
«La fundació de Santiago», oli de 1898, és l'obra més coneguda de Pedro Lira, en què es retrata la fundació de Santiago de Xile en 1541 per Pedro de Valdivia